# Diboll, Texas
Diboll là một thành phố thuộc quận Angelina, tiểu bang Texas, Hoa Kỳ. Năm 2010, dân số của xã này là 4776 người.

## Dân số
- Dân số năm 2000: 5470 người.
- Dân số năm 2010: 4776 người.